# 松中信彦
松中 信彦（まつなか のぶひこ、1973年12月26日 - ）は、熊本県八代市出身の元プロ野球選手（内野手・外野手、左投左打）、コーチ、野球解説者。
現役時代は福岡ソフトバンクホークス（入団から2004年までは「福岡ダイエーホークス」）で1997年から2015年までプレーし、主力打者として活躍した。2004年にはNPBにおける平成唯一の三冠王を達成している（史上7人目・21世紀初）。プロ通算352本塁打、NPB史上初の3年連続120打点（2003年 - 2005年）達成者。アトランタオリンピック野球 銀メダリスト。
2020年は四国アイランドリーグplus・香川オリーブガイナーズゼネラルマネージャー兼総監督を務めた。2021年は千葉ロッテマリーンズで、NPB史上初となる年間通じての臨時打撃コーチに就任し、打撃陣の飛躍に貢献した。2025年からは中日ドラゴンズで一軍打撃統括コーチを務める。マネージメントは羽田エキスパートエージェンシー。
妻はフリーアナウンサーの林恵子。タレントの松中みなみは親戚。

## 経歴

### プロ入り前
3歳上の兄と5歳下の弟がいる。小学4年生時に代陽小学校野球クラブに入団し、投手と一塁手を務めた。当時から王貞治に憧れており、王が読売ジャイアンツ（巨人）で現役選手としてプレーしていた当時のユニフォームと同じデザインで、背番号1が入ったパジャマを着ていたという。
第一中学校を経て八代第一高校に入学した。高校1年の時に左肘を痛めたため、左投げから右投げに転向した。同校3年生だった1991年には春季九州大会県予選で決勝に進出したが、決勝戦では東海大学付属第二高校に完封負けを喫した。高校時代からスラッガーとして注目されており、同年のNPBドラフト会議前に社会人野球チームの新日鐵君津への入団が内定していた一方、高校生外野手としてドラフト指名候補に挙がっており、本人もプロ野球でプレーすることを希望していたが、実際にはどの球団からも指名されることはなかった。
高校卒業後は新日鐵君津に入社し、1992年から1996年までプレーした。この間、1994年には広島アジア大会で初の全日本代表入りを果たし、同年のNPBドラフト会議でも指名候補に入るが、この時も指名を受けることはなかった。同年には左肘を手術し、その後は再び右投げから左投げに戻った。1995年はアジア選手権で日本代表に選出されたが、同年はNPBドラフト会議前に全日本アマチュア野球連盟により、五輪凍結選手（ドラフト対象除外選手）に指定されたため、指名を受けることはなかった。プロ入り前最終年の1996年はアトランタオリンピック日本代表に選出され、五輪では不動の四番打者・一塁手として起用され、全9試合で打率.333、5本塁打、16打点を記録した。キューバとの決勝戦では満塁本塁打を放ち、金メダルは逃したものの銀メダル獲得に貢献した。本人はこの満塁本塁打について「あの一発で自分のこれからの野球人生が変わったと思う。あのホームランがなければダイエーに指名されたかどうか、自信がない」と語っている。五輪後はプロ入りを見据え、公式戦以外では木製バットを用いるようになり、都市対抗では小笠原道大（NTT関東から補強）らとともに中心打者として活躍したが、準々決勝で朝日生命に敗退した。同大会では2本塁打を放った。新日鉄君津時代には計4回にわたって日本代表選出を経験している。
同年のNPBドラフト会議を前に社会人ナンバーワンの長距離打者として注目され、ヤクルトスワローズからは1位指名の確約を得ていたが、本人は同年11月7日、当時存在していた逆指名制度を利用して地元・九州の福岡ダイエーホークスを逆指名した。ダイエーは当初、現場側が2位で即戦力投手を獲得するよう希望していたが、入来祐作や小野仁の争奪戦に脱落、また杉浦正則もプロ入り拒否を宣言したことから即戦力投手獲得が厳しくなった一方、フロントは松中の獲得を希望しており、最終的にはフロント側の希望が優先される形となった。同年11月21日の同会議でダイエーから2位指名を受け、同月26日にダイエーと契約金1億円+出来高払い5000万円、年俸1200万円で仮契約を締結した。ダイエーは同年のドラフト会議で「最大の注目選手」と目されていた井口忠仁（1位指名）からも、読売ジャイアンツ（巨人）や中日ドラゴンズとの争奪戦を制して逆指名を獲得、さらに中日が2位指名を検討していた柴原洋も「他球団なら社会人のローソン（ダイエー系）入り」と表明させ、3位で指名することに成功した。また新日鐵君津からは松中以外にも、エースの森慎二と主軸打者の古屋剛がそれぞれ西武ライオンズから2位と7位で指名されており、野球部の創設以来初の3人同時指名となった。担当スカウトは石川晃。
入団時の背番号は26。プロ入り後に外野手に転向した。なお信彦のプロ入りによる退団と入れ替わる形で、1997年春に弟の博幸が投手として新日鉄君津に入団している。

### 現役時代
1997年3月2日に福岡ドームで行われたオープン戦では、木田優夫から満塁本塁打を放つなど即戦力としてアピールしたが、金属バットと木製バットの違いに苦しみ、一軍公式戦では20試合の出場（シーズン後半より）で、打率.209という成績にとどまった。
1998年は一軍公式戦34試合に出場し、プロ初本塁打を含む、3本塁打を放った。ウエスタン・リーグでは19本塁打で本塁打王を獲得した。
1999年はルイス・ロペスの退団に伴い、レギュラーとして一塁手、左翼手（一塁では吉永幸一郎との併用、左翼ではメルビン・ニエベスとの併用）のポジションで試合に出場していた。主に7番打者としての出場ながら、4番の小久保裕紀に次ぐ23本塁打を放つなど、ダイエー初のリーグ制覇・日本一に貢献した。同年8月18日の対オリックス・ブルーウェーブ戦（福岡ドーム）では延長10回二死一、二塁の打席で小倉恒からサヨナラ安打を放った。
2000年に背番号を3に変更し、正式に内野手に転向、一塁手に固定された。開幕は7番で迎えたが、打撃好調で小久保の後を打つ5番に定着。小久保が不在の試合では4番にも起用された。5月4日の対西武ライオンズ戦（福岡ドーム）では7回に木村恵二から、9月3日の対オリックス戦（福岡ドーム）では3回一死満塁の打席でカルロス・プリードからそれぞれ満塁本塁打を放った。シーズンでは自身初の3割となる.312（リーグ6位）、33本塁打（リーグ3位）、106打点（リーグ2位）を記録しリーグV2に貢献。ベストナイン、MVPに輝く。読売ジャイアンツとの日本シリーズでは、前年までチームメイトだった工藤公康から本塁打を記録したが、全6戦でこの1安打に終わり、連続日本一を逃した。この年のオフにタレント水島新太郎の仲立ちで交際を始めたフリーアナウンサーの林恵子と結婚した。
2001年は8月25日の対西武戦（福岡ドーム）では1点を追う9回一死一塁の打席で豊田清から自身初のサヨナラ本塁打である逆転サヨナラ2点本塁打を放った。シーズンでは打率.334（リーグ3位）、36本塁打（リーグ7位）、122打点（リーグ5位）と打撃3部門全てで自己最高の数値を記録。同年は松中に加え小久保が44本（リーグ4位）、城島健司が31本（リーグ9位）、井口資仁が30本（リーグ12位）放ち、パ・リーグ史上初の30本カルテットを達成（日本人打者のみの30本カルテットはプロ野球史上初）し、チーム本塁打も203本とチーム記録を更新した。
2002年は新ストライクゾーンの影響もあり、打撃不振でレギュラー定着後最低の打率.260（リーグ23位）に終わった。本塁打も3年ぶりに30本を下回り（28本、リーグ8位）、打点も3年ぶりに100打点を下回る83打点（リーグ7位）を記録した。同年4月10日の対大阪近鉄バファローズ戦（福岡ドーム）では3-3の同点の延長11回無死無走者の打席で三澤興一からサヨナラ本塁打、5月14日の対オリックス戦（台北市立天母棒球場）では4-4の同点の9回無死無走者の打席で嘉㔟敏弘からプロ野球公式戦の台湾開催で初のサヨナラ本塁打を放った。
2003年は小久保の長期離脱に伴い開幕から4番に起用され、ダイハード打線を牽引した。打率.324（リーグ9位）、30本塁打（リーグ9位）、そして打点は123打点で初の打撃タイトルとなる打点王を獲得した。
2004年は7月17日から7月23日にかけて史上8人目のパ・リーグタイの6試合連続本塁打、レギュラーシーズンで平成唯一の三冠王（最多安打、最高出塁率を含め打撃五冠）を達成（本塁打は北海道日本ハムファイターズのフェルナンド・セギノールと同数）。ベストナイン、ゴールデングラブ賞、MVPに選出された。同年より導入されたプレーオフ制度により行われたプレーオフでは西武ライオンズと対戦。第1戦では本塁打を放つが、その後第2戦から第4戦まで無安打に抑られる。第5戦の第3打席で中前打を放ち、9回にはチームが同点に追いつきなおも、二死二・三塁のチャンスで走者が帰れば逆転サヨナラリーグ優勝となる第5打席だったが、二ゴロに倒れて同点止まりで最大のチャンスを逃した。これが響き、延長10回に勝ち越されチームもリーグ連覇を逃した。全体では19打数2安打1本塁打1打点の絶不調でプレーオフ敗退の一因となった。10月13日、急性肝炎のため入院。

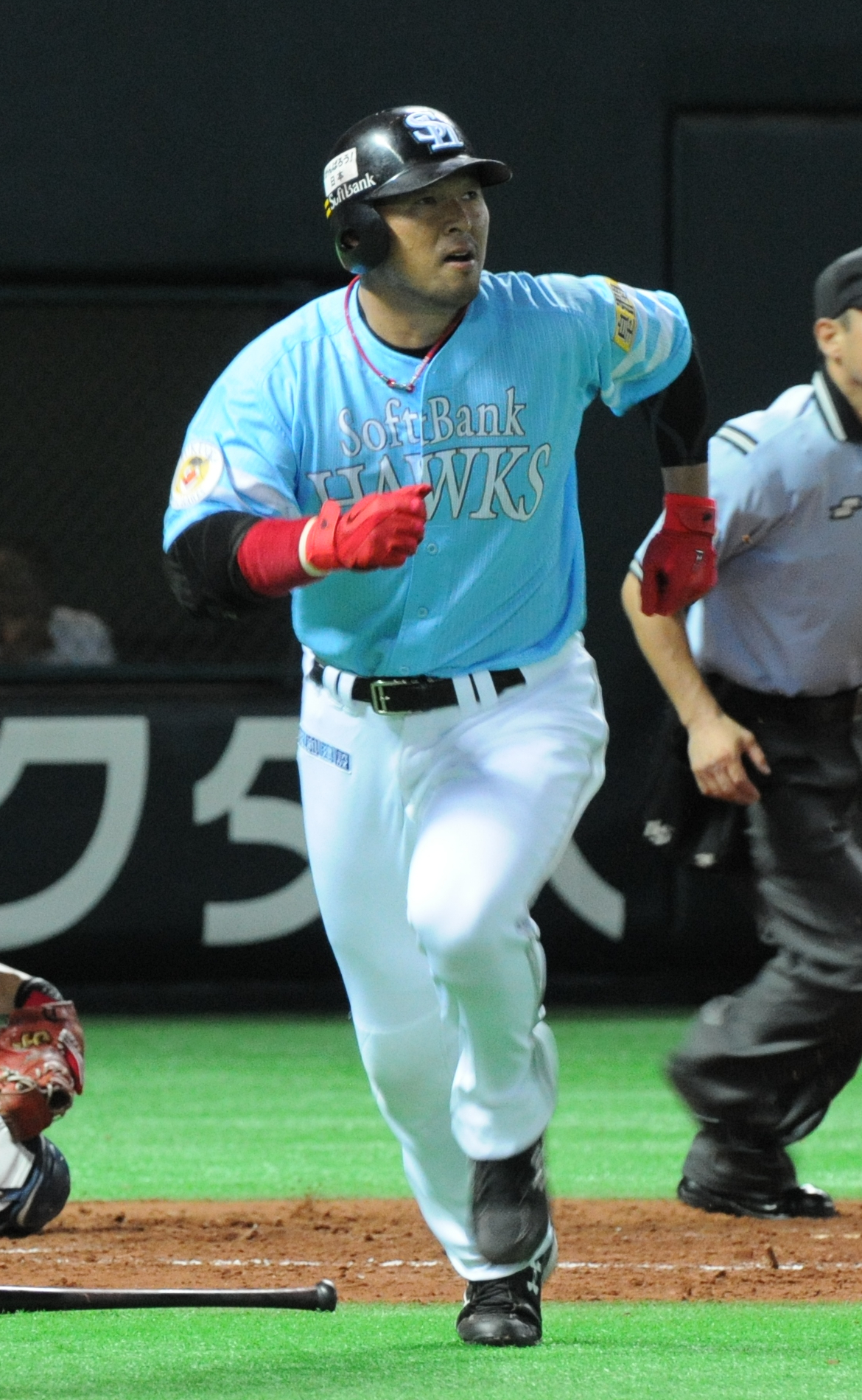
2011年7月20日 福岡Yahoo! JAPANドーム

2005年は球団名が「福岡ソフトバンクホークス」に改称された年でもあるが、自身は膝などに不安を抱えることもあり、フリオ・ズレータとポジションが入れ替わり主に指名打者として打撃に専念。4月20日の対オリックス・バファローズ戦（福岡 Yahoo! JAPANドーム）では3回にユウキから逆転満塁本塁打を放った。指名打者制のない交流戦のビジターゲームでは左翼手として起用された。7月15日の対西武戦（福岡 Yahoo! JAPANドーム）では松坂大輔からサヨナラ本塁打を含む自身初の1試合3本塁打を放った。シーズンではリーグ最多の76四球を残す。2年連続の本塁打王、3年連続の打点王を獲得。3年連続120打点以上とそれを4度達成はプロ野球史上初だった。46本塁打で福岡ドームを本拠地にして以降のホークス最多本塁打記録を更新。しかし、千葉ロッテマリーンズとのプレーオフでは5試合で16打数1安打と不振で、またもチームはリーグ優勝を逃した。
2006年1月には球団と日本プロ野球史上最長の複数年契約となる7年契約を結んだ。この7年間契約は大ケガや極度の不振に陥って年俸に見合う活躍ができなくなった場合を考慮されており、10項目以上にも及ぶ出来高契約が存在し、5年目以降の契約解除権や野球協約に定められた40%を超える最大50%ダウン提示権なども契約には盛り込まれているが、全ての出来高契約をクリアする活躍を続けた場合は7年間で総額45億円となっている。
開幕前には3月に開催された第1回ワールド・ベースボール・クラシック(WBC)の日本代表に選出され、「4番・指名打者」で全試合に出場。ライナー性の打球を連発し、大会最多安打及び最多得点を記録し初代世界王者に貢献した(しかし本塁打は0本に終わり、これがシーズンの本塁打数にも反映する遠因にもなった)。シーズンでは前半戦怪我の影響から指名打者どころか代打に回ることも多かったが、交流戦以降はチーム事情として田上秀則を指名打者で起用することが増えたため主に左翼手として出場した。6月に右臀部の膿瘍で試合を欠場。その後筋肉組織の感染症の一種であるガス壊疽と判明し手術を受け、オールスターを欠場することを余儀なくされた。シーズンでは2年ぶりの首位打者を獲得した（交流戦でも首位打者を獲得）ものの、WBC時同様ライナー性の打球が多く本塁打と打点は前年と比較して激減した。1999年の規定打席到達後では初めて20本塁打を下回った一方で、あまり勝負されないことも増え、自己最多の102四球で出塁率.453を記録した。プレーオフでは自身は18打数7安打7打点と活躍したが、第2ステージで北海道日本ハムファイターズに敗退した。4年連続5度目のベストナインに外野手として選出。一塁手で3回、指名打者で1回同賞を受賞しており、異なる3ポジションでの受賞は真弓明信、落合博満以来3人目。11月には再び右臀部手術のため日米野球を辞退するなど、故障を抱えながらのシーズンであった。
2007年はトレード移籍の多村仁、FAでチームに復帰した小久保とのクリーンナップ「TMK砲」が話題となったが、5月以降は3人共怪我や不振に喘いだ。自身も打率.266、15本塁打、68打点とレギュラー定着後では自己最悪の成績に終わった。この年は左翼手ではなく、再び一塁手として起用された。
2008年はシーズン序盤は不振に喘ぐも徐々に調子を上げ、自身3年ぶりとなる20本塁打越え、8月29日には通算300本塁打を達成したが、終盤は成績を落とした。シーズン最終戦となり、最下位転落がかかった10月7日の対東北楽天ゴールデンイーグルス戦では、延長12回表一死一・二塁の場面で打席が回るも併殺打に倒れ、王政権において最後の打者となった。プロ入り後初となる全試合出場を果たした。
2009年は指名打者よりレフトを守っている時の方が打率がいいと言う理由から外野手登録となった。開幕戦では3安打5打点の活躍を見せ通算1000打点（史上34人目）を達成。更に、4月21日の対日本ハム戦で須永英輝から通算100死球（史上11人目）、5月6日の対オリックス戦で通算1500安打（史上100人目）を達成と、前半戦は記録ラッシュとなった。5月20日の対阪神タイガース戦ではサヨナラ本塁打、7月10日の対楽天戦ではサヨナラ安打を打った。7月25日のオールスターゲーム第2戦では2本塁打を放ちMVPを受賞。中盤以降は肘・膝の状態が悪化し、クライマックスシリーズ出場を断念し、治療に専念することとなった。シーズンオフに痛めていた右膝の半月板手術を行った。
2010年は膝の回復が遅れ開幕を二軍で迎える。昇格後も打撃は不調で、更に左手首の故障も重なり12年ぶりに出場試合数が100を割り込み、規定打席にも届かなかった。レギュラー定着後初めてシーズン打率が2割5分を切るなど不本意な成績に終わったが、9月の福岡ドームでの対埼玉西武ライオンズ3連戦では長打が復活。初戦の10号同点3点本塁打、第2戦の11号勝ち越しソロ本塁打で逆転優勝を後押しした。しかしクライマックスシリーズでは1割台に抑えこまれ、チームも敗退した。クライマックスシリーズ終了直後の10月22日に左手首の手術を受けている。オフの契約更改では50%ダウンとなる2億円減の提示を受け入れた。
2011年は故障の影響、内川聖一とアレックス・カブレラの加入による競争の激化もあり、出場は88試合にとどまる。開幕からしばらくは代打のみの出場が多かったが、7月に調子を上げると内川、多村の故障離脱の際には3番に定着し、規定打席には届かなかったものの打率.308を記録するなど、出場した試合では結果を残した。4月14日には史上48人目となる3000塁打を達成。11月4日のクライマックスシリーズ第2戦では8回に牧田和久から代打満塁本塁打を放った。翌日も勝利し、8年ぶりの日本シリーズ進出を決めた。結果的にその満塁本塁打がこれまでのプレーオフCSの不振を全て振り払う一発となった。そして8年ぶりの日本一に輝いた。
2012年は開幕戦を「4番・左翼手」で迎えたが、故障もあり65試合の出場に留まり、前年に続き規定打席到達はならなかった。打率.221、4本塁打とともに前年を下回る成績に終わった。契約更改では、自身3回目となる1億円以上の大幅減俸となる1億3000万円減の7000万円でサインした。
2013年4月6日の対日本ハム戦（札幌ドーム）でシーズン初の一軍公式戦出場を果たしたが、ふくらはぎを痛めて途中で交代。翌7日に出場選手登録を抹消された。6月3日に再び登録されると、6月13日の対東京ヤクルトスワローズ戦（福岡ヤフオク!ドーム）8回裏に、代打で適時打を放った。チームはこの試合に勝利したことでセ・パ交流戦優勝を決めたが、松中は試合後の優勝記念セレモニーを欠席。一軍監督・秋山幸二による起用法への不満によるものとされたため、球団では翌14日に松中の登録を再び抹消した。この抹消以降は一軍復帰を果たせなかったため、一軍公式戦への出場はわずか9試合で、入団1年目以来の本塁打0に終わった。このため、シーズン終了後の契約交渉では、前年に続いて球団から減額制限を超える年俸を提示。結局、前年から50%減の推定年俸3500万円で契約を更改した。その一方で、ケビン山崎の指導によるトレーニングで、体脂肪率を従来から6%減の16%にとどめている。
2014年はオープン戦では中盤まで深刻な打撃不振に見舞われたことから、秋山の指示で、打撃フォームをすり足から一本足に改造。このフォーム改造が功を奏したため、代打要員として公式戦の開幕を一軍で迎えた。5月19日に出場選手登録を抹消されたが、8月10日の対日本ハム戦（福岡ヤフオク!ドーム）では、同点で迎えた5回裏に代打で大谷翔平から適時二塁打を記録。チームの8連勝に貢献するとともに、試合後に自身2年ぶりのヒーローインタビューを受けた。レギュラーシーズン全体では、一軍公式戦33試合の出場で、打率.111、0本塁打、4打点と低迷。その一方で、阪神とのウエスタン・リーグ最終戦（9月30日）で5号本塁打を放ってシーズンを締めくくると、10月上旬にはフェニックスリーグに参加した。なお、一軍のリーグ優勝で迎えたポストシーズンには、再び一軍へ合流。日本ハムとのクライマックスシリーズ　ファイナルステージでは出場の機会がなく、阪神との日本シリーズでも第1戦（10月25日・甲子園）へ代打に出場しただけに終わったが、シリーズ後の契約交渉では現状維持という条件で残留を決めた。
2015年はオープン戦まで一軍に帯同していたが、左肩痛の影響で打率が.111にとどまったことから、公式戦を二軍でスタート。ウエスタン・リーグの公式戦では、7月上旬に2試合連続本塁打を放つなど、77試合の出場で打率.299、11本塁打という成績を残した。9月21日にシーズン初の出場選手登録を果たしたが、他球団への現役続行を視野に、同月29日に退団を発表。発表後は、レギュラーシーズンでの本拠地最終戦（10月1日の対楽天戦）に「7番・指名打者」としてスタメンで出場したが、4打席連続三振を喫して19年間のホークス生活を終えた。結局、一軍公式戦には、この試合を含めて9試合に出場。打率.067、1安打、1打点という成績で、3年続けて本塁打を放てなかった。

#### ソフトバンク退団から引退表明まで
NPB他球団での現役続行を視野に、退団直後から自主トレーニングに専念。しかし、2015年11月10日に草薙球場で開かれた12球団合同トライアウトには参加しなかった。同年12月2日付で、NPBから自由契約選手として公示。2016年1月には、ソフトバンク時代の後期に続いて、元チームメイトの松田宣浩・福田秀平などと共にグアムで自主トレーニングに取り組んだ。
松中は退団当初、NPBの他球団だけを対象に、無期限で獲得のオファーを待つ方針を示していた。しかし、2015年中にオファーが出なかったため、2016年に入ってからこの方針を変更。2016年2月の春季キャンプ期間中に、NPB他11球団の編成担当者に対して、入団テストの実施を直々に打診することを明らかにした。
その後は、2016年2月末を期限として、新日鐵住金かずさマジック（古巣である新日鐵君津の後継チーム）でトレーニングを継続。水面下で接触があったNPBの7球団のうち、自身と同じ40歳代の選手が前年限りで一斉に引退した中日ドラゴンズ以外の6球団に入団テストの実施を持ち掛けたが、不調に終わった。同月19日には、古巣・ソフトバンクとの練習試合に臨む新日鐵住金かずさマジックのナインと共に、ソフトバンクの春季宮崎キャンプで打撃練習に参加。「練習試合には参加しない」という条件ながら、NPB他球団の関係者がいることを見越しての参加だった。それでも、獲得のオファーを出した球団がベースボール・チャレンジ・リーグの武蔵ヒートベアーズだけにとどまったため、松中は前述した期限を機に現役からの引退を決断。同年3月1日には、トータル・ワークアウト福岡店で記者会見を開くとともに、引退を正式に表明した。

### 現役引退後
引退記者会見の際に、「野球一筋の人生しか送っていない自分には、野球に携わる仕事しかできないので、いずれは（現役時代の自身のように）三冠王を獲得できるほどの選手を育てたい。また、地元・熊本県出身のプロ野球選手が以前に比べて少ないので、県内の子どもたちからプロ野球選手を輩出するための力になりたい」という抱負を披露。野球指導者への転身を視野に、野球以外の業種で成功を収めた人物との交流や、「ベーブ・ルースが活躍するなど、ベースボールの歴史がある」というニューヨークへの滞在などを計画している。その一方で、2016年からは福岡放送、TOKYO MX、FOXスポーツ&エンターテイメント（2019年まで）、スポーツライブ+（2020年以降）、フジテレビ（2022年以降）の野球解説者を務めている。
2019年9月30日、2020年シーズンから四国アイランドリーグplus・香川オリーブガイナーズのゼネラルマネージャー(GM)兼総監督に就任することが発表された。松中はこれに先立って8月に香川とソフトバンク三軍との交流戦に招かれ、その際の野球に取り組む姿勢を見て香川球団がオファーを出し、松中も「野球に恩返したい」とこれを受諾した。10月31日に就任記者会見をおこない、その席で2020年シーズンは監督も兼務することを発表していた。背番号については3番になることが2020年2月10日に発表された。なお背番号発表の際の役職は「総監督」で、「監督としての指揮を伴ったゼネラルマネージャー兼総監督」と報じるメディアもあった。2020年3月25日に野手コーチの近藤智勝の監督就任が発表され、松中は総監督専任が確定した。四国新聞の報道では、2月の合同自主トレーニング開始後も松中がスケジュールの都合で十分に練習に立ち会えなかったことから、監督権限を委譲して「チーム編成や若い選手への指導に注力する」方針とされている。松中は球団の発表したコメントで「GM兼総監督として、もちろん監督の必要性を感じていたので球団内外を問わず香川オリーブガイナーズにとって最良の形を探っておりました。今後もこれまでと変わらずリーグ制覇に向けて近藤新監督を現場の責任者として全力でサポートして参ります。」と述べている。2020年シーズンはホームゲームのみベンチ入りして監督の近藤をサポートする形となった。
2020年からはスポーツライブ+の野球解説者を務める。
2020年2月1日、エージェント会社・羽田エキスパートエージェンシー(HADA Expert Agency)と自身のマネージメントを含めた包括的契約を締結する。
2020年7月1日、株式会社ゼストと業務提携契約を締結する。なお、この時の発表文には羽田エキスパートエージェンシー(HADA Expert Agency)が移籍等のエージェント業務を担当すると記載されている。
2020年8月24日、日本ハンドボールリーグの公認アンバサダーに就任。
2020年10月1日に、契約満了により前日付でGM兼総監督を退任したと複数のメディアが報じた。
2021年には、千葉ロッテマリーンズの春季キャンプで臨時コーチを務める。元々は、キャンプ中のみの予定だったが、3月26日に球団と契約を延長し、臨時打撃コーチとしてシーズンに入ってからも定期的に指導を行っている。11月14日までに、同職を契約満了となった。
2023年7月、日本ハンドボールリーグの理事に就任。
2024年オフ、中日ドラゴンズの監督に就任した井上一樹からの強い要請を受けてこれを受諾、翌2025年シーズンより中日の打撃コーチに就任した。役職は打撃統括コーチで、背番号は89。

## 代表経歴
1996年にはアトランタオリンピック野球日本代表に選出され、全日本の4番を担う。銀メダル獲得に貢献。敗れはしたものの、決勝の対キューバ戦では同点満塁本塁打を放つなど、一躍注目を集めた。

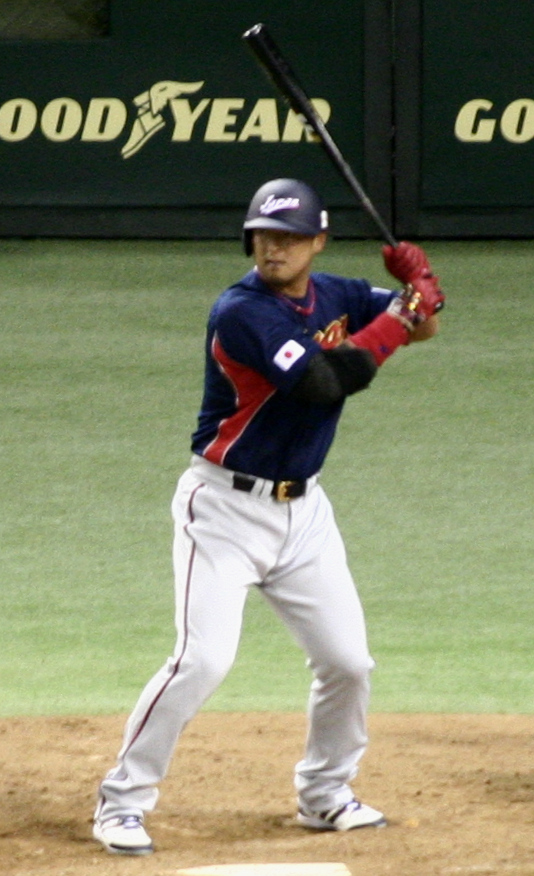
WBCでの松中

2006年開幕前の3月に開催された第1回ワールド・ベースボール・クラシック(WBC)の日本代表に選出された。同大会では打率.433を記録し、日本の初優勝に貢献した。

## 選手としての特徴

### 打撃
インパクト時に利き手を押し込む打撃から放つ長打力を最大の武器としており、小久保裕紀がアッパースイングで打球を高く上げるのとは対照的に、バットをボールの下に潜り込ませることで逆回転のスピンを与え、そこからさらに若干芯をずらすことにより、ファウルゾーンに切れることなく飛距離のある打球を放つ。2001年には松坂大輔からバットを折りながら本塁打を放った。
また、内角を捌くのが上手く、球界屈指とも呼ばれた。
さらに左打者でありながら左投手も苦にしない上、本塁打打者でありながら三振が少なく、シーズン100三振以上したことがない。特に2006年は37個と自己最少だった。選球眼が良く、2006年には102個を含む2度のリーグ最多四球を記録。通算のBB/K(四球÷三振)は1前後を推移した。

### 守備・走塁
走塁では2006年頃までは一塁到達まで4.2秒台と平均以上のものを備えていたが、晩年は膝の状態の悪化もあり、一塁到達までほとんどが8秒台と衰えが顕著となっていた。
守備では肩は強く、柔らかいグラブ捌きとスローイングを持ち味とし、2004年にはゴールデングラブ賞を獲得している。

## 人物
幼少期からの巨人ファンであり、入団当時のダイエー監督だった王貞治と初めて会話した時は、そのオーラに圧倒され、何を話したか全く覚えていないという。
高校時代に左肩を痛めたことが原因で一時期右投げに転向していたことがある（新日鐵君津在籍時に手術で完治させた後は左投げに戻った）。
ソフトバンク選手時代の2008年には、「元気に野球ができる心と身体をつくってくれた八代に恩返しをしたい」「スポーツを通じた青少年の健全育成のために役立てて欲しい」という意向を背景に、野球関連の道具や記念品を展示した自身の記念館を八代市内に建設。同市への寄贈を経て、2009年1月27日から、「八代市松中信彦スポーツミュージアム」として営業している。
ソフトバンクからの退団後は、チャンスが少ないことを覚悟しつつも、NPB他球団の支配下登録選手としての現役続行に最後までこだわった。引退会見の直前には、「二軍生活が長かったソフトバンク時代終盤の2～3年間に、『自分としては一軍へ行くための準備をしなくてはいけないが、（40代の自分が二軍に居座ることで）若い選手の芽もつぶしちゃいけない』という葛藤があった。そのため、育成選手としてNPBの他球団へ移籍することは、最初から考えていなかった。武蔵から『NPB球団のオファーを待つ間の在籍』を勧められるなど、『NPB以外のリーグでプレーを続ける』という選択肢もあったが、自分としてはNPBで最後の勝負をしたかった。これが僕の野球人生」と語っている。なお、引退記者会見の前日には、引退を決断したことを王に報告。会見では、「ホークスに育ててもらったので、チャンスがあれば、指導者としてホークスのユニフォームを着たい」という意向を示した後に、元チームメイトの本多雄一と福田から直々に花束を贈られた。
タレントの松中みなみとは親戚の関係にあたるが、みなみからは「にぃにぃ」と呼ばれているという。みなみは信彦について「口下手だけど、すごく面倒見がいい」と述べている。なお、みなみには自身の引退のことを事前に知らせなかったことが、2018年4月のみなみのインタビューで明らかにされており、このことについてみなみは「私（みなみ）が涙もろい性格であることを知っているから（と思う）」と述べている。
ホークスファンによる応援では、在籍期間において同姓の選手がいなかったにもかかわらず、下の名前の「信彦」とコールされていたが、それは入団時に名字が似ている松永浩美が同チームに在籍していたためである。
近年はハンドボールの普及にも取り組む。長男はハンドボールで全国大会出場経験があり、明治大学卒業後強豪チーム・豊田合成でプレー。自身も2019年4月に福岡でハンドボールのクラブチーム「KINGS」を立ち上げ代表に就任。2020年には日本ハンドボールリーグアンバサダーに就任した。
2020 日本レジャーチャンネル（JLC）のYouTube中継などに頻繁にゲスト出演している

## 詳細情報

### 年度別打撃成績
| 年 度      | 球 団                 | 試 合 | 打 席 | 打 数 | 得 点 | 安 打 | 二 塁 打 | 三 塁 打 | 本 塁 打 | 塁 打 | 打 点 | 盗 塁 | 盗 塁 死 | 犠 打 | 犠 飛 | 四 球 | 敬 遠 | 死 球 | 三 振 | 併 殺 打 | 打 率 | 出 塁 率 | 長 打 率 | O P S |
| ---------- | --------------------- | ----- | ----- | ----- | ----- | ----- | -------- | -------- | -------- | ----- | ----- | ----- | -------- | ----- | ----- | ----- | ----- | ----- | ----- | -------- | ----- | -------- | -------- | ----- |
| 1997       | ダイエー ソフトバンク | 20    | 48    | 43    | 4     | 9     | 1        | 0        | 0        | 10    | 6     | 0     | 1        | 1     | 1     | 2     | 0     | 1     | 13    | 2        | .209  | .255     | .233     | .488  |
| 1998       | ダイエー ソフトバンク | 34    | 83    | 71    | 9     | 19    | 6        | 0        | 3        | 34    | 10    | 2     | 0        | 0     | 1     | 10    | 1     | 1     | 12    | 0        | .268  | .361     | .479     | .840  |
| 1999       | ダイエー ソフトバンク | 126   | 462   | 395   | 57    | 106   | 20       | 4        | 23       | 203   | 71    | 5     | 2        | 5     | 4     | 46    | 3     | 12    | 60    | 11       | .268  | .359     | .514     | .873  |
| 2000       | ダイエー ソフトバンク | 130   | 540   | 471   | 76    | 147   | 26       | 1        | 33       | 274   | 106   | 0     | 1        | 0     | 7     | 56    | 4     | 6     | 49    | 12       | .312  | .387     | .582     | .969  |
| 2001       | ダイエー ソフトバンク | 130   | 551   | 479   | 81    | 160   | 29       | 0        | 36       | 297   | 122   | 2     | 0        | 0     | 5     | 57    | 5     | 10    | 77    | 6        | .334  | .412     | .620     | 1.032 |
| 2002       | ダイエー ソフトバンク | 136   | 561   | 485   | 75    | 126   | 23       | 1        | 28       | 235   | 83    | 1     | 2        | 0     | 7     | 52    | 1     | 17    | 80    | 12       | .260  | .348     | .485     | .832  |
| 2003       | ダイエー ソフトバンク | 135   | 590   | 494   | 99    | 160   | 31       | 1        | 30       | 283   | 123   | 2     | 0        | 0     | 3     | 81    | 3     | 12    | 69    | 12       | .324  | .429     | .573     | 1.002 |
| 2004       | ダイエー ソフトバンク | 130   | 577   | 478   | 118   | 171   | 37       | 1        | 44       | 342   | 120   | 2     | 0        | 0     | 2     | 84    | 6     | 12    | 67    | 7        | .358  | .464     | .715     | 1.179 |
| 2005       | ダイエー ソフトバンク | 132   | 575   | 483   | 109   | 152   | 26       | 2        | 46       | 320   | 121   | 2     | 1        | 0     | 7     | 76    | 3     | 9     | 85    | 6        | .315  | .412     | .663     | 1.075 |
| 2006       | ダイエー ソフトバンク | 131   | 559   | 447   | 79    | 145   | 32       | 1        | 19       | 236   | 76    | 2     | 0        | 0     | 4     | 102   | 10    | 6     | 37    | 5        | .324  | .453     | .528     | .981  |
| 2007       | ダイエー ソフトバンク | 123   | 519   | 440   | 60    | 117   | 26       | 1        | 15       | 190   | 68    | 1     | 0        | 0     | 6     | 68    | 7     | 5     | 66    | 5        | .266  | .366     | .432     | .798  |
| 2008       | ダイエー ソフトバンク | 144   | 632   | 538   | 79    | 156   | 28       | 2        | 25       | 263   | 92    | 3     | 1        | 0     | 8     | 77    | 8     | 8     | 91    | 11       | .290  | .382     | .489     | .871  |
| 2009       | ダイエー ソフトバンク | 126   | 521   | 448   | 62    | 125   | 21       | 0        | 23       | 215   | 80    | 2     | 3        | 0     | 3     | 62    | 6     | 8     | 77    | 11       | .279  | .374     | .480     | .854  |
| 2010       | ダイエー ソフトバンク | 79    | 267   | 238   | 28    | 56    | 5        | 1        | 11       | 96    | 35    | 3     | 0        | 0     | 2     | 24    | 1     | 3     | 44    | 4        | .235  | .311     | .403     | .714  |
| 2011       | ダイエー ソフトバンク | 88    | 304   | 266   | 26    | 82    | 16       | 0        | 12       | 134   | 36    | 0     | 0        | 0     | 3     | 29    | 2     | 5     | 38    | 2        | .308  | .383     | .504     | .887  |
| 2012       | ダイエー ソフトバンク | 65    | 164   | 136   | 10    | 30    | 2        | 0        | 4        | 44    | 13    | 1     | 0        | 0     | 0     | 26    | 2     | 2     | 26    | 1        | .221  | .354     | .324     | .677  |
| 2013       | ダイエー ソフトバンク | 9     | 10    | 10    | 0     | 2     | 0        | 0        | 0        | 2     | 1     | 0     | 0        | 0     | 0     | 0     | 0     | 0     | 3     | 0        | .200  | .200     | .200     | .400  |
| 2014       | ダイエー ソフトバンク | 33    | 33    | 27    | 0     | 3     | 1        | 0        | 0        | 4     | 4     | 0     | 0        | 0     | 1     | 4     | 0     | 1     | 6     | 0        | .111  | .242     | .148     | .391  |
| 2015       | ダイエー ソフトバンク | 9     | 16    | 15    | 0     | 1     | 0        | 0        | 0        | 1     | 1     | 0     | 0        | 0     | 0     | 1     | 0     | 0     | 9     | 0        | .067  | .125     | .067     | .192  |
| 通算：19年 | 通算：19年            | 1780  | 7012  | 5964  | 972   | 1767  | 330      | 15       | 352      | 3183  | 1168  | 28    | 11       | 6     | 64    | 857   | 62    | 118   | 909   | 107      | .296  | .392     | .534     | .925  |

- 各年度の太字はリーグ最高
- ダイエー（福岡ダイエーホークス）は、2005年にソフトバンク（福岡ソフトバンクホークス）に球団名を変更

### 年度別守備成績
| 年 度 | 球 団                 | 一塁  | 一塁  | 一塁  | 一塁  | 一塁  | 一塁     | 外野  | 外野  | 外野  | 外野  | 外野  | 外野     |
| 年 度 | 球 団                 | 試 合 | 刺 殺 | 補 殺 | 失 策 | 併 殺 | 守 備 率 | 試 合 | 刺 殺 | 補 殺 | 失 策 | 併 殺 | 守 備 率 |
| ----- | --------------------- | ----- | ----- | ----- | ----- | ----- | -------- | ----- | ----- | ----- | ----- | ----- | -------- |
| 1997  | ダイエー ソフトバンク | 13    | 87    | 9     | 0     | 7     | 1.000    | 1     | 1     | 0     | 0     | 0     | 1.000    |
| 1998  | ダイエー ソフトバンク | 2     | 3     | 0     | 0     | 1     | 1.000    | 11    | 6     | 1     | 1     | 0     | .875     |
| 1999  | ダイエー ソフトバンク | 86    | 620   | 49    | 7     | 53    | .990     | 37    | 62    | 1     | 1     | 0     | .984     |
| 2000  | ダイエー ソフトバンク | 99    | 859   | 48    | 6     | 59    | .993     | -     | -     | -     | -     | -     | -        |
| 2001  | ダイエー ソフトバンク | 95    | 826   | 66    | 10    | 83    | .989     | -     | -     | -     | -     | -     | -        |
| 2002  | ダイエー ソフトバンク | 106   | 881   | 77    | 9     | 66    | .991     | -     | -     | -     | -     | -     | -        |
| 2003  | ダイエー ソフトバンク | 117   | 960   | 66    | 5     | 107   | .995     | -     | -     | -     | -     | -     | -        |
| 2004  | ダイエー ソフトバンク | 129   | 1122  | 74    | 9     | 104   | .993     | -     | -     | -     | -     | -     | -        |
| 2005  | ダイエー ソフトバンク | 8     | 68    | 4     | 3     | 7     | .960     | 18    | 23    | 0     | 0     | 0     | 1.000    |
| 2006  | ダイエー ソフトバンク | -     | -     | -     | -     | -     | -        | 72    | 109   | 6     | 1     | 1     | .991     |
| 2007  | ダイエー ソフトバンク | 93    | 828   | 22    | 8     | 68    | .991     | -     | -     | -     | -     | -     | -        |
| 2008  | ダイエー ソフトバンク | -     | -     | -     | -     | -     | -        | 54    | 78    | 6     | 2     | 2     | .977     |
| 2009  | ダイエー ソフトバンク | -     | -     | -     | -     | -     | -        | 26    | 37    | 0     | 0     | 0     | 1.000    |
| 2010  | ダイエー ソフトバンク | -     | -     | -     | -     | -     | -        | 27    | 28    | 0     | 0     | 0     | 1.000    |
| 2011  | ダイエー ソフトバンク | -     | -     | -     | -     | -     | -        | 59    | 92    | 1     | 0     | 0     | 1.000    |
| 2012  | ダイエー ソフトバンク | 2     | 18    | 0     | 0     | 0     | 1.000    | 20    | 16    | 1     | 1     | 0     | .944     |
| 通算  | 通算                  | 750   | 6272  | 415   | 57    | 555   | .992     | 325   | 452   | 16    | 6     | 3     | .987     |

- 太字年はゴールデングラブ賞受賞年

### WBCでの打撃成績
| 年 度 | 代 表 | 試 合 | 打 席 | 打 数 | 得 点 | 安 打 | 二 塁 打 | 三 塁 打 | 本 塁 打 | 塁 打 | 打 点 | 盗 塁 | 盗 塁 死 | 犠 打 | 犠 飛 | 四 球 | 敬 遠 | 死 球 | 三 振 | 併 殺 打 | 打 率 | 出 塁 率 | 長 打 率 |
| ----- | ----- | ----- | ----- | ----- | ----- | ----- | -------- | -------- | -------- | ----- | ----- | ----- | -------- | ----- | ----- | ----- | ----- | ----- | ----- | -------- | ----- | -------- | -------- |
| 2006  | 日本  | 8     | 36    | 30    | 11    | 13    | 4        | 0        | 0        | 17    | 2     | 0     | 0        | 0     | 0     | 4     | 1     | 2     | 1     | 0        | .433  | .528     | .567     |

### タイトル
- 首位打者：2回（2004年、2006年）
- 本塁打王：2回（2004年、2005年）
- 打点王：3回（2003年 - 2005年） ※パ・リーグ左打者最多タイ（他に加藤秀司、タフィ・ローズ）
- 最高出塁率：3回（2004年 - 2006年）
- 最多安打：1回（2004年）

### 表彰
- 最優秀選手：2回（2000年、2004年）
- ベストナイン：5回（一塁手部門：2000年、2003年、2004年 指名打者部門：2005年 外野手部門：2006年）
- ゴールデングラブ賞：1回（一塁手部門：2004年）
- 月間MVP：6回（打者部門：2001年9月、2003年8月、2004年5月、2005年7月、2005年9月、2006年6月）
- セ・パ交流戦 日本生命賞：1回（2006年）
- オールスターゲームMVP：1回（2009年 第2戦）
- オールスターゲーム・ベストプレー賞：1回（2008年 第1戦）
- パ・リーグ連盟特別表彰：2回（特別賞：2000年、三冠王：2004年） ※2000年はシドニー五輪出場による会長特別賞、2004年は三冠王によるもの
- セ・リーグ連盟特別表彰：1回（三冠王記念賞：2004年）
- 日本プロスポーツ大賞殊勲賞（2004年）[99]
- 千葉県知事賞：2回（1994年、1996年） ※1994年はアジア競技大会、1996年はアトランタ五輪出場によるもの
- 八代市市民栄誉賞（2004年）[100] ※受賞者第1号
- 熊本県スポーツ優秀大賞特別賞（2006年）[101] ※WBC出場によるもの
- 福岡県民栄誉賞（2006年）[102] ※WBC出場によるもの
- 福岡市スポーツ栄誉賞（2006年）[103] ※WBC出場によるもの
- ベスト・ファーザー賞 in 九州（スポーツ部門：2007年）

### 記録
初記録
- 初出場・初先発出場：1997年5月31日、対西武ライオンズ9回戦（福岡ドーム）、「7番・一塁手」で先発出場
- 初安打・初打点：同上、4回裏に石井丈裕から中前同点適時打
- 初死球：1997年6月18日、対日本ハムファイターズ14回戦（東京ドーム）、7回表に芝草宇宙から
- 初本塁打：1998年9月5日、対西武ライオンズ22回戦（福岡ドーム）、3回裏に西口文也から右越ソロ
- 初盗塁：1998年9月13日、対近鉄バファローズ27回戦（福岡ドーム）、3回裏に二盗（投手：赤堀元之、捕手：的山哲也）

節目の記録
- 100本塁打：2002年5月3日、対日本ハムファイターズ6回戦（東京ドーム）、5回表に正田樹から右中間ソロ ※史上219人目
- 150本塁打：2003年9月27日、対オリックス・ブルーウェーブ27回戦（Yahoo!BBスタジアム）、5回表に窪田淳から右越ソロ ※史上128人目
- 200本塁打：2005年4月17日、対千葉ロッテマリーンズ6回戦（福岡Yahoo!JAPANドーム）、9回裏に渡辺俊介から右越ソロ ※史上82人目
- 1000安打：2005年7月30日、対千葉ロッテマリーンズ12回戦（福岡Yahoo!JAPANドーム）、6回裏にダン・セラフィニから左中間適時二塁打 ※史上235人目
- 1000試合出場：2006年4月28日、対北海道日本ハムファイターズ6回戦（札幌ドーム）、「4番・指名打者」で先発出場 ※史上410人目
- 250本塁打：2006年5月6日、対西武ライオンズ7回戦（インボイスSEIBUドーム）、8回表に山岸穣から右越2ラン ※史上48人目
- 300本塁打：2008年8月29日、対埼玉西武ライオンズ20回戦（福岡Yahoo!JAPANドーム）、3回裏に涌井秀章から右越2ラン ※史上34人目
- 1000打点：2009年4月3日、対オリックス・バファローズ1回戦（福岡Yahoo!JAPANドーム）、3回裏に小松聖から中越2点適時二塁打 ※史上34人目
- 100死球：2009年4月21日、対北海道日本ハムファイターズ4回戦（東京ドーム）、6回表に須永英輝から ※史上11人目
- 1500安打：2009年5月6日、対オリックス・バファローズ6回戦（京セラドーム大阪）、6回表に山本省吾から中前安打 ※史上100人目
- 300二塁打：2009年8月6日、対千葉ロッテマリーンズ15回戦（福岡Yahoo!JAPANドーム）、1回裏に成瀬善久から右翼線二塁打 ※史上52人目
- 1500試合出場：2010年3月28日、対オリックス・バファローズ3回戦（福岡Yahoo!JAPANドーム）、「5番・指名打者」で先発出場 ※史上168人目
- 3000塁打：2011年4月14日、対オリックス・バファローズ3回戦（京セラドーム大阪）、2回表にアルフレッド・フィガロから中前安打で達成 ※史上48人目
- 350本塁打：2012年5月10日、対オリックス・バファローズ9回戦（ほっともっとフィールド神戸）、9回表に中西健太の代打で出場、岸田護から中越同点2ラン ※史上27人目

その他の記録
- 三冠王：1回（2004年） ※平成唯一、史上7人目
- 3年連続120打点（2003年 - 2005年） ※日本プロ野球記録
- シーズン7部門（打率、本塁打、打点、安打、出塁率、得点、塁打）トップ（2004年） ※史上2人目
- 長打率.715（2004年） ※パ・リーグ左打者記録[104]
- 2004年に記録した118得点・342塁打・82長打はホークスにおける年間最多記録、シーズン長打率・OPSは球団最高記録。
- オールスターゲーム出場：9回（1999年、2000年、2001年、2003年、2004年、2005年、2007年、2008年、2009年） ※2006年にも監督推薦で選出されているが、負傷のため欠場。

### 背番号
- 26（1997年 - 1999年）
- 3（2000年 - 2015年、2020年）
- 89（2025年[82] - ）

### 代表歴
- 第12回IBAFインターコンチネンタルカップ 日本代表
- 1996年アトランタオリンピックの野球競技・日本代表
- 2000年シドニーオリンピックの野球競技・日本代表
- 2006 ワールド・ベースボール・クラシック日本代表

## 関連情報

### テレビCM
- 西部ガス 『ホームパーティ篇』 『取替え篇』
- 福岡放送
- ソフトバンクモバイル ホワイトプラン 『ホワイト・バット篇』 『ホワイト・身長編』（2007年1月 - ） 和田毅、川﨑宗則、斉藤和巳らと共演。

### 出演番組
- DRAMATIC BASEBALL（福岡放送、2016年 - ）
- パ・リーグ応援宣言!ホークス中継（TOKYO MX、2016年 - ）
- S☆1 BASEBALL（BS-TBS、RKB毎日放送、2016年）
- HAWKS プロ野球中継（スポーツライブ+、2020年 - ）
- 野球道（フジテレビ、2022年 - ）
- SWALLOWS BASEBALL L!VE（フジテレビONE、2022年 - ）
- プロ野球ニュース（フジテレビONE、2022年 - ）
- 競馬BEAT - 不定期ゲスト（テレビ西日本）